# مسابقات فرمول یک فصل ۱۹۷۹
مسابقات فرمول یک فصل ۱۹۷۹ در سال ۱۹۷۹ میلادی برگزار شد. در این مسابقات جودی شکتر (به انگلیسی: Jody Scheckter) از تیم اسکودریا فراری و با خودروی فراری به قهرمانی رسید وی که در آغاز مسابقه در خط ۱ قرار داشت، بهترین زمان خود را در دور ۰ به دست آورد و در مجموع صاحب ۵۱ امتیاز شد.